# Bundesstraße 461
Pour les articles homonymes, voir Route 461.
La Bundesstraße 461 est une Bundesstraße du Land de Basse-Saxe.

## Géographie
Elle commence à l'est de Wittmund en tant que branche de la B 210 et fonctionne comme une rocade de Wittmund. Au nord de la ville, elle atteint après 13 km le quartier de Carolinensiel et se termine au port de Harlesiel au quai du ferry vers l'île de Wangerooge. Cela en fait l'une des rares routes fédérales d'Allemagne à se situer entièrement sur le territoire d'une seule commune, en l'occurrence la ville de Wittmund.

## Histoire
Jusqu'en 2001, la B 461 commençait au centre de Wittmund. Avec l'achèvement de la rocade nord-est, l'itinéraire est modifié, l'ancien itinéraire du centre-ville à la jonction au nord de la ville est déclassé en Kreisstraße.
Le B 461 était répertorié comme le B 210a jusqu'à la fin des années 1960.

## Source
- (de) Cet article est partiellement ou en totalité issu de l’article de Wikipédia en allemand intitulé « Bundesstraße 461 » (voir la liste des auteurs).

1. ↑  (de) Manfred Stolle, « Fester Anleger fürs Rettungsboot », sur Nordwest-Zeitung, 2015 (consulté le 19 janvier 2022)